# Stębark
Stębark (Duits: Tannenberg) is een dorp in de Poolse woiwodschap Ermland-Mazurië. De plaats maakt deel uit van de gemeente Grunwald (Duits: Grünfelde).
Tot 1945 was Stębark een Duits dorp met de naam Tannenberg. Nabij Tannenberg zijn in de geschiedenis twee bekende veldslagen geleverd:
- Slag bij Tannenberg (1410), tussen de Duitse Orde en het koninkrijk Polen
- Slag bij Tannenberg (1914), tussen het Duitse Rijk en Rusland.